# Нгонге, Сирил
Сирил Нгонге (нидерл. Cyril Ngonge; 26 мая 2000, Уккел) — бельгийский футболист, вингер итальянского клуба «Наполи» и сборной Бельгии.

## Клубная карьера
В основном составе «Брюгге» дебютировал 2 декабря 2018 года в матче бельгийской Про-лиги против льежского «Стандарда». 11 декабря 2018 года дебютировал в Лиге чемпионов, выйдя в стартовом составе бельгийской команды в матче против «Атлетико Мадрид».
1 сентября 2019 года перешёл в клуб «Йонг ПСВ» на правах аренды до конца сезона 2019/20.
2 сентября 2020 года подписал трёхлетний контракт с клубом «Валвейк». В июле 2021 года перешёл в «Гронинген».

## Карьера в сборной
Выступал за сборные Бельгии до 15, до 16, до 17, до 18 и до 19 лет.

## Личная жизнь
Отец Сирила, Мишель, также был профессиональным футболистом и выступал за сборную Демократической Республики Конго и за английский клуб «Уотфорд» в Премьер-лиге.

## Достижения
«Наполи»
- Чемпион Италии: 2024/25